# Esencja (chemia)
Esencja to zatężony roztwór lub mieszanina - jednego lub więcej związków chemicznych. Pojęcie to jest głównie używane w przemyśle spożywczym, kosmetycznym i farmaceutycznym.
Esencja stanowi zazwyczaj zatężony ekstrakt z określonych części roślin lub zwierząt, który zawiera bardzo wysokie stężenie związków posiadających silny zapach, smak lub barwę. Współcześnie esencje naturalne zastępuje się często esencjami sztucznymi, czyli zatężonymi roztworami związków chemicznych otrzymywanych na drodze syntezy. 
Esencje posiadają zazwyczaj syropowatą, lepką konsystencję. Są one stosowane jako:
- dodatki do żywności (zobacz też: nalew)
- dodatki do leków, lub same stanowią leki
- dodatki do kosmetyków, lub same są kosmetykami - np. tradycyjne "gęste" perfumy to w zasadzie esencja zapachowa.